# PlayStation Store
PlayStation Store és un servei de compra de continguts en línia a la disposició dels usuaris de les consoles PlayStation 3, PlayStation 4, PlayStation 5, PlayStation Portable i PlayStation Vita a través de PlayStation Network. La botiga ofereix una àmplia gamma de contingut descarregable tant per a la compra o de forma gratuïta. A partir de 16 de maig de 2008 s'han produït més de 140 milions de descàrregues des de PlayStation Store a tot el món. Es va llençar l'11 de novembre de 2006.

## Accés

### Compte Principal en PSN
Per accedir als continguts de la PlayStation Store cal tenir un compte principal a PSN. Cada usuari té una llista de descàrrega que és un registre de tots els elements prèviament adquirits. Un usuari convidat pot utilitzar el compte principal per descarregar contingut gratuït o per comprar contingut en una altra consola, però cada compte només es pot utilitzar en un màxim de dues consoles. Per accedir a PlayStation Store cal comptar amb el darrer firmware.

### Moneder
Cada compte principal està associat a un moneder virtual que s'acreditarà a totes i cadascuna de les compres. Els diners del moneder virtual no poden ser traslladats a un altre compte ni tan sols a la mateixa consola.
Els diners poden ser afegits al moneder a través de diferents sistemes de pagament encara que alguns d'aquests no es troben disponibles a tots els països.

## Web oficial
- Web oficial (anglès)